# トーリ・エイモス
トーリ・エイモス（Tori Amos、1963年8月22日 - ）は、アメリカ合衆国のシンガーソングライター、ピアニスト。本名はマイラ・エレン・エイモス（Myra Ellen Amos）。

## 略歴
ワシントンD.C.のジョージタウンに住む父エディソン・エイモスと母メアリー・エレン・エイモスの3人目の子供として、旅行中にノースカロライナ州ニュートンの病院で生まれた。母方の祖父母はヨーロッパ人と東部チェロキー族の血を引いている。一家は2歳のときにメリーランド州ボルチモアに移り、そこでピアノを始めた。5歳のときには作曲と作詞を始めた。1968年同州ロックビルでピーボディ音楽院の奨学生となり、同校の最年少の学生となった。11歳のときに奨学金が打ち切られ、同校を去った。ロックやポピュラー音楽に興味を引かれ、楽譜を読むのを嫌ったためだと彼女は語っている。2年後にモンゴメリー短期大学で学び始めるとともに、父親に付き添われてピアノバーで演奏を始めた。父親はレコード会社に彼女の書いた曲を送った。
1977年に地元の10代タレントコンテストで「More Than Just a Friend」を歌って優勝した。高校に通うころにはワシントンD.C.地域で知られるようになった。リチャード・モントゴメリー高校では「同窓会（Homecoming）の女王」に選ばれた。また、同校の演劇グループ、ブラック・マスカーズの一員となった。兄弟のマイク・エイモスと共同で「Baltimore」を書いてオリオールズの音楽コンテストで優勝し、その曲で家族や友人のために最初のシングルを作った（B面は「Walking With You」）。このころ友人のボーイフレンドの勧めでエレンからトーリと名乗るようになった。

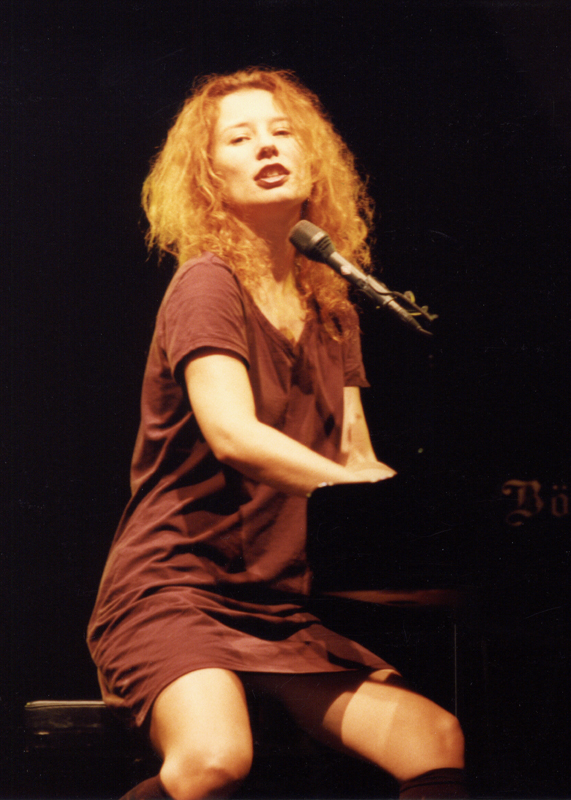
デュー・ドロップ・イン・ツアー（1996年）

1987年にアトランティック・レコードと契約し、1988年にY Kant Tori Readというバンドのメンバーとして同名のアルバムを発表。このアルバムは商業的に失敗だったが、アトランティックとの契約は継続され、1991年には自身のレイプ体験に基づいた曲「ミー・アンド・ア・ガン」が高く評価されて、1992年に初のソロ・アルバム『リトル・アースクウェイクス』を発表する。同アルバムは2020年に米誌『ローリング・ストーン』が発表した「ローリングストーン誌が選ぶ「歴代最高のアルバム」500選 | 2020年改訂版」において233位に選出された 。 1996年に発表したアルバム『ボーイズ・フォー・ペレイ 〜炎の女神〜』の収録曲「プロフェッショナル・ウィドウ」は、アーマンド・ヴァン・ヘルデンによってリミックスされると1997年に全英シングルチャートで1位を獲得している。
歌詞のモチーフには女性であることの様々な側面を選ぶことが多い。また、父が牧師で、キリスト教の影響の強い家庭に育ったことから、家父長的な宗教への批判も見られる。
『ボーイズ・フォー・ペレイ 〜炎の女神〜』のツアー中に自身のサウンドエンジニアを務めるマーク・ホーリーと交際し始め、1998年2月22日に結婚。以後、長年に亘ってホーリーと共にイングランドのコーンウォールで暮らしており、2000年9月5日に長女ナターシャ・ロリエンを出産した。

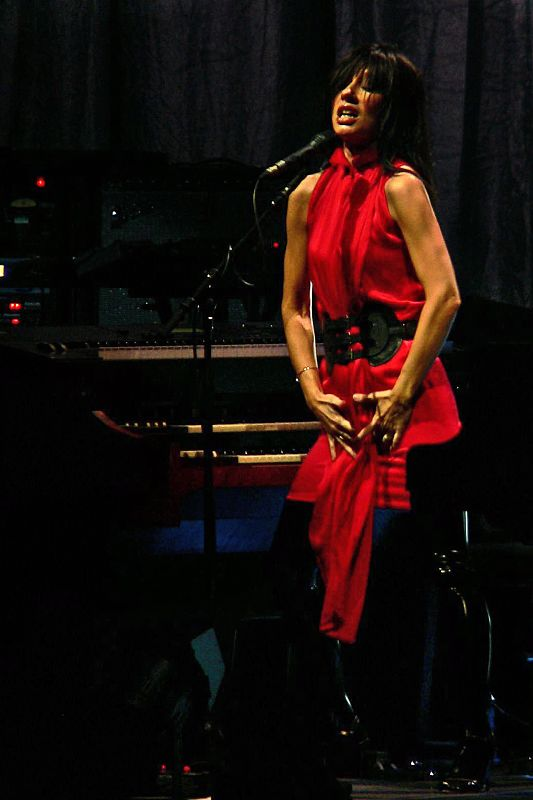
アメリカ人形軍団ツアー（2007年）で、ピップというキャラクターに扮して

2001年発表のカバー・アルバム『ストレンジ・リトル・ガールズ』を最後にアトランティックとの契約が終了し、2002年にはエピック・レコード移籍第1弾アルバム『スカーレッツ・ウォーク』を発表した。
作家のニール・ゲイマンやミュージシャンのトレント・レズナーとは友人で、互いの作品を作品中で言及しあう仲である。レズナーとは『アンダー・ザ・ピンク』の中の一曲「パスト・ザ・ミッション」でデュエットしている。

## ディスコグラフィ

### スタジオ・アルバム
- リトル・アースクウェイクス - Little Earthquakes（1992年1月13日）
  - チャート最高位：US54位／UK14位
- アンダー・ザ・ピンク - Under the Pink（1994年1月31日）
  - チャート最高位：US12位／UK1位
- ボーイズ・フォー・ペレイ 〜炎の女神〜 - Boys for Pele（1996年1月23日）
  - チャート最高位：US2位／UK2位
- クワイヤーガール・ホテル - From the Choirgirl Hotel（1998年5月4日）
  - チャート最高位：US5位／UK6位
- トゥ・ヴィーナス・アンド・バック - To Venus and Back（1999年9月21日）
  - チャート最高位：US12位／UK22位
- ストレンジ・リトル・ガールズ - Strange Little Girls（2001年9月17日）
  - チャート最高位：US4位／UK16位
  - 男性ミュージシャンによる歌のカバー集。
- スカーレッツ・ウォーク - Scarlet's Walk（2002年10月28日）
  - チャート最高位：US7位／UK26位
- ビーキーパー - The Beekeeper（2005年2月20日）
  - チャート最高位：US5位／UK24位
- アメリカ人形軍団 - American Doll Posse（2007年5月1日）
  - チャート最高位：US5位／UK50位
- Abnormally Attracted to Sin（2009年5月18日）
  - チャート最高位：US9位／UK20位
- Midwinter Graces（2009年11月10日）
  - チャート最高位：US66位
- Night of Hunters（2011年9月20日）
  - チャート最高位：US24位／UK27位
- ゴールド・ダスト〜ニュー・ベスト・コレクション - Gold Dust（2012年10月1日）
  - チャート最高位：US63位／UK36位
- アンレペンタント・ジェラルディーンズ - Unrepentant Geraldines（2014年5月9日）
  - チャート最高位：US7位／UK13位
- Native Invader（2017年9月8日）
  - チャート最高位：US39位／UK16位
- Ocean to Ocean（2021年）
- The Music of Tori and the Muses（2025年）

### ライヴ・アルバム
- The Original Bootlegs（2枚組CD×6公演分、計12枚）
  - Auditorium Theatre Chicago, IL 4/15/05（2005年8月30日）
  - Royce Hall Auditorium Los Angeles, CA 4/25/05（2005年8月30日）
  - Paramount Theatre Denver, CO 4/19/05（2005年10月4日）
  - Manchester Apollo Manchester UK 6/5/05（2005年10月4日）
  - Hammersmith Apollo London UK 6/4/05（2005年11月15日）
  - B of A Pavilion Boston, MA 8/21/05（2005年12月6日）
- Live At Montreux 1991 / 1992（2008年9月30日）
  - ソロ・デビュー前後に出演したモントルー・ジャズ・フェスティバルでの演奏を収めたライヴ盤。同名のDVD有。

### コンピレーション・アルバム
- テイルズ・オブ・ライブラリアン〜トーリ・エイモス・コレクション - A Tori Amos Collection : Tales Of A Librarian（2003年11月17日）
  - チャート最高位：US40位／UK74位
- A Piano: The Collection（2006年9月26日）
  - 5枚組CD、全86曲収録。通常のアルバム・ヴァージョン、シングルB面、リミックス、デモ等。

### その他
- Y Kant Tori Read（1988年）
  - ソロ・デビュー前に参加したバンドY Kant Tori Readの唯一のアルバム。

## 使用楽器
エイモスが愛用しているピアノは、スタインウェイ、ベヒシュタインと並んで世界的に有名なオーストリアの名器ベーゼンドルファー (Bösendorfer) である。セカンド･アルバム『アンダー・ザ・ピンク』のレコーディングのためにレンタルし、以後自分のためにどうしても欲しくなってしまい購入に至ったとのこと。アンダー・ザ・ピンク以降のアルバムブックレットでは、使用楽器にピアノと表記せずベーゼンドルファーと明記するようになった。自身のコンサートではBösendorfer Model 290 ConcertGrandを持ち運び各国で演奏している。ソロデビュー後初の『リトル・アースクウェイクス・ツアー』ではヤマハのエレクトリックピアノ（YAMAHA CP-80）を使用していた。
その他にローズ・ピアノ（使用モデルSuitcase Stage88）やウーリッツァー・ピアノ（Wurlitzer、使用モデルModel140B）、ハモンドオルガン（使用モデルB3）等、数多くの鍵盤楽器を使い分けて、レコーディング及びコンサート活動を行なっている。